# متلازمة POEMS
متلازمة POEMS (والتي تعرف أيضا باسم متلازمة كرو فوكاسي ومتلازمة تاكاتسوكي أو متلازمة PEP ) هي متلازمة طبية نادرة. وتعرف على أنها مركب يتكون من اختلال خلايا البلازما المتكاثرة ورم نقوي بصفة محددة، واعتلال اعصاب عديد ويصيب العديد من أجهزة أعضاء الجسم. يبدأ في سن متوسط – متوسط سن الحدوث 50 عاما – ويصيب الرجال أكثر من النساء بنسبة تصل إلى 1:2. إذا تُرك المرض بدون علاج يبدأ في التصاعد ويؤدي إلى الوفاة غالبا، بنسبة 60% فقط من المصابين يبقون أحياء بعد 5 سنين من بداية حدوث المرض. إلا أن الأعراض قد تتحسن إذا تم علاج اختلال الدم بشكل ناجح.
يُعتبر اسم متلازمة POEMS هو الاسم السائد حاليا وقد وضعه برادويك وآل عام 1980. يُشتق اسم المرض من أوائل أحرف أعراضه الرئيسية: Polyneuropathy (اعتلال الأعصاب المتعدد(، Organomegaly (تضخم الأعضاء(، Endocrinopathy (اعتلال الغدد الصماء أو Edema (وذمة(و M-Protein (جسم مضاد غير طبيعي) و Skin abnormalities (اختلالات في الجلد تتضمن فرط التصبغ وفرط التشعر). إلا أن تلك الخصائص ليست حصرية ولاتوجد في كل الأفراد المصابين بتلك الحالة.

## العلامات والأعراض
فيما يلي يتضح أكثر خصائص متلازمة POEMS شيوعا سواء كانت علامات أو أعراض. تتواجد الخاصيتين الأولتين من خلال التعريف وتتواجد الخصائص الأخرى بشكل متكرر لكن ليس بشكل عام ويعاني المرضى من مجموعات مختلفة منها.

### الخصائص المُحدِّدة
يتواجد الاعتلال العصبي المتعدد بشكل متناظر وقاصي. هناك مجموعة خصائص تتكون من تلف مزيل لطبقة الميالين ومُتلف للمحاور مع اصابة للأعصاب الحسية والحركية والتلقائية كلها. الأعراض القياسية تتضمن فقدان الحس والوخز وضعف في القدمين يمتد لاحقا ليشمل الساقين واليدين. لايحدث ألم عادة لكن الضعف قد يصبح أكثر ضراوة ومسبب للإعاقة. قد يؤدي الاعتلال العصبي التلقائي إلى تعرق مفرط وعنانة وتغيرات في الهرمونات قد تؤدي إلى حدوث العنانة. إن أعراض الاعتلال العصبي هي التي تدفع المريض المصاب بمتلازمة POEMSإلى البحث عن مساعدة طبية.
إن الورم النقوي هو أشيع اضطراب لخلايا البلازما التكاثرية مصاحب لمتلازمة POEMS ويوجد في أكثر من نصف الحالات. معظم الأورام النقوية المصاحبة لمتلازمة POEMS هي من النوع المُصلِّب للعظام على عكس إصابات العظام الانحلالية في باقي الأورام النقوية. تحدث اضطرابات أخرى في الدم في حالات قليلة بشكل كبير من ضمنها داء كاسلمان وورم البلازماويات والاعتلال الجامائي لأسباب غير محددة

### الخصائص الشائعة
تٌعدوذمة الحليمة البصرية إحدى أعرض مرض POEMS الشائعة وتحدث في نسبة كبيرة من الحالات. تتضمن الخصائص العينية الأقل حدوثا كلا من التهاب القزحية والنزيف الحول شبكي.
الداء الرئوي: تُصاب الرئتان في المراحل الأكثر ضراوة من المرض غالبا على الرغم من أن المجهود الجسدي عادة مايكون محدودا بسبب اعتلال الأعصاب. لايحدثضيق التنفس في العادة. ارتفاع الضغط الرئوي هو أكثر الأعراض خطورة على الرئتين وقد يكون هناك تقييد لتمدد القفص الصدري أو نقص في تبادل الغازات.
تضخم الأعضاء: قد يتضخم الكبد وقد يتضخم الطحال أو العقد اللمفاوية إلا أن تلك الأعضاء تعمل بشكل طبيعي.
وذمة: يُعد تسرب السوائل إلى الأنسجة مشكلة شائعة وشديدة غالبا. قد يحدث ذلك في صور عديدة تتضمن حدوث وذمة طرفية تابعة ووذمة رئوية وارتشاحات مثل الارتشاح البللوري والحبن أو تسرب عام من الأوعية الدموية.
اعتلال الغدد الصماء : انقطاع الطمث في النساء والتثدي والعنانة وضمور الخصية في الرجال وهي أعراض شائعة مبكرة تحدث نتيجة للاختلال الوظيفي في المحور التناسلي. تحدث مشاكل هرمونية أخرى في ربع المرضى على الأقل بما في ذلك مرض السكري من النوع الثاني ونقص إفراز الغدة الدرقية وقصور الغدة الكظرية.
البروتين المصاحب : في معظم الحالات يمكن العثور على بروتين مصاحب على الرغم من أنه قد لايوجد في كل الحالات (يوجد بنسبة 75 – 80%). قد يُمثل هذا البروتين جلوبيولين مناعي ج أو جلوبيولين مناعي أ إلا أن السلسلة الخفيفة تكون دائما من نوع لامبدا وهذا على عكس الاعتلالات العصبية المصاحبة للبروتين والتي يكون فيها البروتين المصاحب عادة جلوبيولين مناعي م.
تغيرات الجلد : تم تقرير مجموعة كبيرة جدا من اختلالات الجلد التي تحدث مع متلازمة POEMS. أكثر تلك الاختلالات شيوعا هوفرط التصبغ الغير محدد. قد تصبح الأظافر متعجرة أوبيضاء فد يحدث تغلظ للجلد أو فرط في التشعر أو وجود شعر في أماكن غير معتادة (فرط التشعر) ووعاؤومات أوأورام وعائية دموية في الجلد أو قد يحدث تغيرات تشبه تصلب الجلد

### الخصائص المحتملة
تم ملاحظة بعض الخصائص في مرضى متلازمة POEMS إلا أنه من غير المؤكد ماإذا كانت تمثل جزءا من المتلازمة نفسها. تتضمن تلك الخصائص كلا منأهبة التخثر والآلام المفصلية واعتلال عضلة القلب والحمى ومستويات منخفضة منفيتامين ب 12 والإسهال.

### النتائج المعملية
بالإضافة إلى الاختبارات المطابقة للنتائج المذكورة بالأعلى (مثل EMG في اعتلال الأعصاب أوالتصوير المقطعي المحوسب وأخذ خزعة مننقى العظم في الورم النقوي) يُظهر اختباران آخران وجود نتائج غير طبيعية وهذان الاختباران هما: زيادة مستوى عامل النمو البطاني الوعائي في الدم وارتفاع مستوى بروتينالسائل المخي الشوكي كما يحدث في بعض الاعتلالات العصبية الأخرى. وحتى عند حدوث الورم النقوي يكون من النادر حدوث فقر دم أوقلة الصفيحات وعلى العكس من ذلك من الغالب أن نجد كثرة كريات الدم الحمراء وزيادة عدد الصفائح.

## المعايير
تتطلب أحدث المعايير الحالية لتشخيص متلازمة POEMS  وجود كل الأعراض التالية:
- اعتلال عصبي متعدد
- اختلال الخلايا البلازمية الأحادية التكاثرية
- واحد أو أكثر من المعايير الكبرى التالية :
  - إصابات تصلبية في العظام
  - داء كاسلمان
  - زيادة مستوى عامل النمو البطاني الوعائي
- واحد أو أكثر من المعايير الصغرى التالية:
  - تضخم الأعضاء (تضخم الطحال أوالعقد اللمفية
  - زيادة الحمل الحجمي الخارج وعائي (وذمة، ارتشاح بلوري أو حبن)
  - اعتلال الغدد الصماء (الغدة الكظرية، الغدة النخامية، المناسل، الغدة الجار درقية) ؛ لايكفي وجود نقص افراز الغدة الدرقية أو السكري بشكل منفرد.
  - تغيرات في الجلد
  - وذمة الحليمة البصرية
  - زيادة الصفائح الدموية أوكثرة كريات الدم الحمر

## النشوء المرضي
على الرغم من أنه تم وصف الخصائص الرئيسية للمرض إلا أن الآلية المحددة لحدوث المرض لا زالت غير واضحة تماما. وجود البروتين المصاحب وجده غير كافي لتفسير الخصائص التي تحدث في أعضاء متعددة ولذلك تم ربطسيتوكينات متعددة تم إنتاجها بواسطة خلايا ورم الهلايا البلازمية مع خصائص متلازمة POEMS، وبشكل محددإنترلوكين 1B وإنترلوكين 6 وعنصر نخر الورم ألفا. ويبدو أنعامل النمو البطاني الوعائي يلعب دورا في نشوء المرض بدليل تغيراتالتخليق الوعائي في أنسجة عديدة

## العلاج
ليس هناك محاولات عشوائية تحت التحكم من أجل علاج متلازمة POEMS نظرا لندرتها. العلاجات التقليدية للاعتلال العصبي المزيل للميالين مثل الستيرويدات والجلوبيولينات المناعية في الوريد وتبادل البلازما غير فعالة ويجب أن يركز العلاج على اضطرابات الدم.
وضع ديسبنزيري وآل قائمة بعلاجات عديدة وتوجد روايات عن تأثير الكثير من تلك العلاجات. أكثر تلك العلاجات شيوعا هيالبريدنوزولون وعوامل الألكلة. حاولت مجموعة مايو كلينيك القيام بنقل خلايا جذعية مولدة لخلايا الدم في ستة عشر مريضا وقد توفي أحد المرضى أثناء العلاج بينما لم تختفِ المشاكل التنفسية في بعض المرضى الآخرين إلا أن الناتج الإجمالي للعلاج كان جيدا.
بافتراض أن عامل النمو البطاني الوعائي يلعب دورا مركزيا في حدوث أعراض متلازمة POEMS، جرب البعض استخدام بيفاسيزوماب (أفستين) وهو جسم مضاد أحادي يستهدف عامل النمو البطاني الوعائي. وبينما كانت بعض التقارير إيجابية كانت بعض التقارير الأخرى تشير إلى حدوث متلازمة التسرب الوعائي مشككة في أن سبب حدوث ذلك هو نتيجة للانخفاض السريع في مستويات عامل النمو البطاني الوعائي. وبذلك لايزال من غير المؤكد ماإذا كان هذا الدواء سيصبح جزءا من العلاج القياسي لمتلازمة POEMS أم لا

## تاريخ المرض
a
كان كرو، الذي يعمل في بريستول أول من وصف مُركب الورم النقوي المصلب للعظام مع الاعتلال العصبي المتعدد والخصائص العديدة الغير معتادة (مثل التصبغ والانبعاج) في مريضين يبلغان من العمر 54 و 67 عاما.

## وصلات خارجية
- Mayo Clinic

قالب:Immunoproliferative disorders
قالب:Multiple abnormalities